# Harry Freedman
Harry Freedman ur. jako Henryk Frydmann (ur. 5 kwietnia 1922 w Łodzi, zm. 16 września 2005 w Toronto) – kanadyjski kompozytor, oboista i klarnecista.

## Życiorys
Od trzeciego roku życia mieszkał w Medicine Hat w Kanadzie, gdzie jego ojciec podjął pracę jako handlarz futer. Rodzina w 1931 przeprowadziła się do Winnipeg, gdzie Freedman uczył się malarstwa w Winnipeg School of Art, jednocześnie interesując się jazzem w wykonaniu big bandów. W 1940 rozpoczął naukę gry na klarnecie pod okiem Arthura Harta, późniejszego dyrektor Winnipeg Symphony Orchestra.
Podczas II wojny światowej służył w Royal Canadian Air Force. Po wojnie zamieszkał w Toronto, gdzie w latach 1945–1951 studiował kompozycję u Johna Weinzweiga w The Royal Conservatory of Music oraz grę na oboju u Perry'ego Baumana. W latach 1946–1971 grał na rożku angielskim w Toronto Symphony Orchestra, w ostatnim roku pracy pełniąc funkcję pierwszego kompozytora i komponując w tej roli orkiestrowe aranżacje m.in. „O Canada” i „God Save the Queen”. Po 1971 Freedman poświęcił się niemal całkowicie komponowaniu. Ponadto w latach 1972–1981 uczył w Courtenay Youth Music Centre, gdzie jego uczniem był m.in. Gilles Bellemare, zaś w latach 1989–1991 wykładał orkiestrację i kompozycję na Wydziale Muzycznym Uniwersytetu w Toronto.
Był działaczem i współzałożycielem (w 1951), pierwszym sekretarzem oraz prezesem (1975–1978) Canadian League of Composers, prezesem Guild of Canadian Film Composers (1979–1981), zasiadał w organie doradczym Pollution Probe, a w latach 1985–1990 działał w Toronto Arts Council. W 1977 Norma Beecroft z CBC Radio przygotowała na jego temat reportaż radiowy wyemitowany 13 września 1977.

### Życie prywatne
Jego żoną była sopranistka – Mary Morrison.

## Twórczość
Komponował muzykę kameralną oraz muzykę do baletów, opery, muzykę ilustracyjną do teatru i utwory chóralne. Napisał wiele utworów symfonicznych, w tym muzykę do filmów takich jak: The Bloody Brood (1959), Isabel (1968), The Act of the Heart (1970), The Pyx (1973) i The Courage of Kavik the Wolf Dog (1980).

## Wyróżnienia
- Kompozytor Roku Canadian Music Council (1980)
- Oficer Orderu Kanady (1984)
- Nagroda Lynch-Staunton(inne języki) (1998) przyznana przez Canada Council for the Arts(inne języki)
- Nominacja do nagrody Juno w kategorii Best Classical Composition (1996) za „Touchings”
- Nominacja do nagrody International Rostrum of Composers(inne języki) (1998) za „Borealis”[1].
- Medal Złotego Jubileuszu Królowej Elżbiety II (2002)[2].